# توروبيا ديل كاستيلو
بلدية توروبيا ديل كاستيلو (بالإسبانية: Torrubia del Castillo)‏، هي إحدى بلديات مقاطعة قونكة إحدى مقاطعات إسبانيا، و التي تقع في منطقة قشتالة لا منتشا وسط البلاد، و المائلة لجهة الشرق من إسبانيا.
يبلغ عدد سكانها 40 نسمة وفقاً لإحصائية سنة (2007).